# Grb Norveške
Grb Norveške je trikotni ščit rdeče barve, na katerem je na levo stran obrnjen zlat lev, ki ima na glavi krono, v prednjih tacah pa drži sekiro s srebrno glavo. Na zgornjem robu ščita je krona, ki se nahaja tudi na levji glavi in predstavlja monarhijo, sekira pa je simbol Svetega Olafa, zaščitnika Norveške. Grb izvira iz 13. stoletja. Lev predstavlja pogumnega in močnega vladarja 